# مرغابی وحشی (نمایش‌نامه)
مرغابی وحشی یا اردک وحشی (به نروژی: Vildanden) نام یک نمایشنامه، اثر هنریک ایبسن نمایشنامه‌نویس اهل نروژ است. این نمایشنامه در سال ۱۸۸۴ نوشته شده و اولین شاهکار مدرن در ژانر تراژیکمدی محسوب می‌شود.

## شخصیت‌ها
- هاکون ورله، بازرگان
- گرگیرش ورله، پسر هاکون
- ایکدال پیر، شریک سابق هاکون
- یالمار ایکدال، پسر ایکدال پیر، عکاس
- گینا ایکدال، همسر یالمار
- هدویگ، دختر چهارده سالهٔ آنها
- خانم سوربی، کدبانوی خانهٔ ورله و نامزد هاکون ورله
- رلینگ، پزشکی که در طبقهٔ پایین خانواده ایکدال زندگی می‌کند
- مولویک، دانشجوی سابق الهیات که در طبقهٔ پایین خانواده ایکدال زندگی می‌کند
- پترسن، پیشخدمت هاکون ورله
- ینسن، پیشخدمت روزمزد
- آقای بال، مهمان شام
- آقای فلور، مهمان شام

## داستان

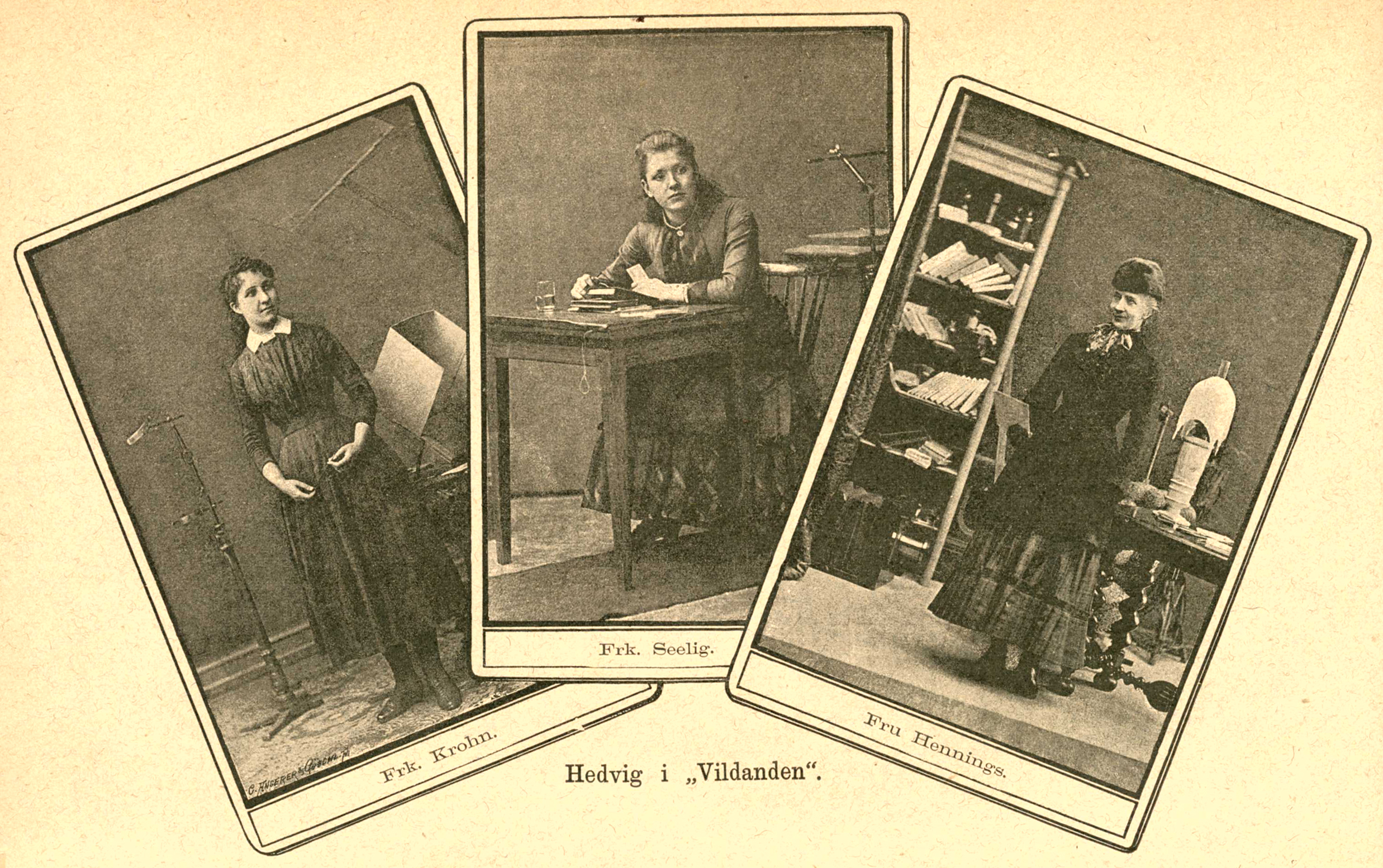
مرغابی وحشی (نمایش‌نامه)

پردهٔ اول با مهمانی شام به میزبانی هاکون ورله آغاز می‌شود که بازرگان و صنعتگری ثروتمند است. پسر او، گرگیرش ورله، که تازه از تبعیدی خودخواسته به خانهٔ پدرش بازگشته، در این مهمانی حاضر است و از حال و روز همکلاس سابقش، یالمار ایکدال، باخبر می‌شود. یالمار با زنی به نام گینا که در خانهٔ هاکون ورله پیشخدمت بوده ازدواج کرده است. این ازدواج با نظر هاکون ورله انجام شده و هاکون به یالمار خانه و شغل عکاسی داده است تا زندگی‌اش را بچرخاند. گرگیرش می‌داند که مادرش با این باور از دنیا رفته که هاکون و گینا با هم رابطه دارند، و عصبانی می‌شود که دوست قدیمی‌اش کل زندگی‌اش را بر مبنای یک دروغ بنا کرده است.
چهار پردهٔ بعدی نمایش در خانهٔ یالمار ایکدال اتفاق می‌افتد. در ابتدا به نظر می‌رسد که خانوادهٔ ایکدال زندگی خوشی دارند. ایکدال پیر، پدر یالمار، اموراتش را را با کار برای هاکون ورله می‌گذراند. یالمار در بیرون از خانه‌شان یک استودیوی عکاسی دارد. گینا علاوه بر کمک به همسرش در ادارهٔ استودیو، خانه‌داری هم می‌کند. هردو آنها علاقهٔ بسیار زیادی به دخترشان هدویگ دارند.
گرگیرش پس از مهمانی شام پدرش، مستقیم به خانهٔ یالمار می‌رود. یالمار به گرگیرش اعتراف می‌کند که هدویگ بزرگ‌ترین لذت و بزرگ‌ترین درد زندگی اوست چون دخترک کم‌کم دارد بینایی‌اش را از دست می‌دهد. خانوادهٔ یالمار قسمتی از آپارتمان را نشان می‌دهند که در آنجا از حیوانات مختلفی مثل خرگوش و کبوتر نگهداری می‌کنند. عزیزترین این حیوانات، یک مرغابی وحشی است که نجاتش داده‌اند. این مرغابی با شلیک هاکون ورله زخمی شده که اتفاقاً بینایی او هم رو به افول است. شلیک او به بال مرغابی اصابت کرده و مرغابی به ته دریاچه رفته تا خودش را غرق کند اما سگ ورله مرغابی را بیرون کشیده است. مرغابی به‌شدت زخمی بوده اما ایکدال‌ها از او پرستاری کرده‌اند و حالا سالم است.
گرگیرش که خوش ندارد به خانهٔ پدرش برگردد، تصمیم می‌گیرد اتاق اضافی خانهٔ ایکدال‌ها را اجاره کند. روز بعد، کم‌کم پی می‌برد که علاوه بر رابطهٔ گینا با پدرش، رازهای دیگری هم در خانوادهٔ ایکدال وجود دارد. گرگیرش با هدویگ صحبت می‌کند و هدویگ توضیح می‌دهد که به خاطر ضعف بینایی‌اش، پدرش او را به مدرسه نمی‌فرستد و خودش هم وقت درس‌دادن به او را ندارد به همین خاطر دخترک به جهان خیالی‌ای که با تصویرهای کتاب‌ها ساخته پناه می‌برد. حین گفتگوی آنها، گرگیرش صدای چند شلیک را از اتاق زیرشیروانی می‌شنود و خانواده به او توضیح می‌دهند که ایکدال پیر خودش را با شکار خرگوش و پرنده در زیرشیروانی سرگردم می‌کند و یالمار هم اغلب در شکار همراه او می‌شود. یالمار از «اختراع بزرگ» خودش حرف می‌زند که هرگز دقیقاً نمی‌گوید چیست. این اختراع مربوط به عکاسی است و یالمار مطمئن است که با این اختراع می‌تواند بدهی‌اش به ورله را بپردارد و بالاخره خود و خانواده‌اش را مستقل کند. او برای کارکردن روی این اختراع، اغلب باید روی کاناپه دراز بکشد و فکر کند.
یک روز، گرگیرش و دو تن از دوستان یالمار به نام‌های رلینگ و مولویک، مشغول خوردن ناهار هستند که هاکون ورله از راه می‌رسد و می‌کوشد گرگیرش را متقاعد کند که به خانه برگردد. گرگیرش می‌گوید که نمی‌تواند این کار را بکند و حقیقت را به یالمار خواهد گفت. هاکون مطمئن است که یالمار از دخالت گرگیرش در ماجرا خوشحال نخواهد شد. پس از رفتن او، گرگیرش از یالمار می‌خواهد که همراه یکدیگر قدمی بزنند و آنجا حقیقت را دربارهٔ رابطهٔ پدرش با گینا برملا می‌کند.
پس از بازگشت به خانه، یالمار با همسر و دخترش سرد برخورد می‌کند و می‌گوید که از این به بعد تمام کارهای عکاسی را خودش و بدون گینا انجام خواهد داد. همچنین می‌خواهد که مدیریت مالی خانواده را خودش انجام بدهد، کاری که همیشه گینا انجام می‌داد. گینا از یالمار خواهش می‌کند که نظرش را عوض کند و می‌گوید که او با این همه کار دیگر فرصت کارکردن روی اختراعش را نخواهد داشت. هدویگ هم اضافه می‌کند که در اینصورت وقت کافی برای رسیدن به مرغابی وحشی را هم نخواهد داشت. یالمار که از شنیدن حرف‌های گرگیرش به‌شدت ناراحت شده، اعتراف می‌کند که دلش می‌خواهد گردن مرغابی را بزند. یالمار ماجرای رابطه را به روی گینا می‌آورد. گینا به رابطه با هاکون ورله اعتراف می‌کند اما اصرار می‌کند که عاشق یالمار است.
در میان بگومگوی آنها، گرگیرش برمی‌گردد و تعجب می‌کند که چطور این زوج چطور از اینکه سایهٔ چنین دروغی از سر زندگیشان برداشته شده خوشحال نیستند. خانم سوربی با نامه‌ای برای هدویگ از راه می‌رسد و خبر می‌دهد که قرار است با هاکون ورله ازدواج کند. در این نامه آمده که هاکون ورله به ایکدال پیر مقرری بازنشستگی معادل ۱۰۰ کرون در ماه خواهد پرداخت و پس از مرگ ایکدال پیر، این مقرری تا پایان عمر هدویگ به او تعلق خواهد داشت. این خبر حال یالمار را بدتر می‌کند و او متوجه می‌شود که هدویگ به احتمال زیاد فرزند هاکون ورله است و نه او. یالمار دیگر تحمل دیدن هدویگ را ندارد و خانه را ترک می‌کند تا با مولویک و رلینگ مشروب بخورد. گرگیرش تلاش می‌کند هدویگ آشفته را آرام کند و پیشنهاد می‌دهد که هدویگ مرغابی وحشی را برای خوشحالی پدرش قربانی کند. هدویگ مستأصل و بی‌قرار است تا دل پدرش را دوباره به دست بیاورد و قبول می‌کند که پدربزرگش صبح روز بعد به مرغابی وحشی شلیک کند.
روز بعد، رلینگ از راه می‌رسد تا به خانواده خبر بدهد که یالمار پیش او مانده است. او از کاری که گرگیرش کرده منزجر است و افشا می‌کند که او بوده که مدت‌ها پیش به دروغ ایدهٔ اختراع را در ذهن یالمار کاشته تا او در افسردگی غرق نشود. در حالی که این دو مشغول مشاجره هستند، یالمار به خانه می‌آید تا وسایلش را جمع کند و به کار روی اختراعش بپردازد. هدویگ از دیدن پدرش خوشحال می‌شود اما یالمار می‌گوید که می‌خواهد از دست مزاحم‌ها خلاص شود. هدویگِ دل‌شکسته، به یاد مرغابی وحشی‌اش می‌افتد و با تفنگ به اتاق زیرشیروانی می‌رود. خانواده صدای یک شلیک را می‌شنوند و تصور می‌کنند که ایکدال پیر مشغول شکار است اما گرگیرش می‌داند که ایکدال پیر بنا به خواهش هدویگ به مرغابی وحشی شلیک کرده است. او این موضوع را به یالمار توضیح می‌دهد و یالمار به شدت تحت تأثیر قرار می‌گیرد. وقتی ایکدال پیر از اتاقش بیرون می‌آید، خانواده متوجه می‌شود که او در زیرشیروانی نبوده است. همگی با عجله به زیرشیروانی می‌روند و هدویگ را می‌بینند که روی زمین افتاده. هیچ‌کس نمی‌تواند جای زخمی روی بدن او پیدا کند و رلینگ دخترک را معاینه می‌کند. او درمی‌یابد که گلوله وارد استخوان سینهٔ او شده و درجا او را کشته است. با توجه به جای سوختگی باروت روی پیراهن هدویگ، رلینگ می‌گوید که هدویگ به خودش شلیک کرده است. یالمار به هدویگ التماس می‌کند که یک بار دیگر زنده شود تا ببیند پدرش چقدر او را دوست دارد.
نمایشنامه با بگومگوی رلینگ و گرگیرش تمام می‌شود. گرگیرش اصرار می‌کند که هدویگ بیهوده نمرده چون خودکشی او باعث شده چیزی در وجود یالمار زنده شود. رلینگ پورخند می‌زند و می‌گوید که یالمار تا کمتر از یک سال دیگر تبدیل به مردی دائم‌الخمر خواهد شد.

## به فارسی
بهزاد قادری این نمایشنامه را با نام مرغابی وحشی و منوچهر انور با نام اردک وحشی به فارسی ترجمه و منتشر کرده‌اند.

## اجرا در تئاتر ایران
نمایش مرغابی وحشی در سال ۱۴۰۰ در مجموعه تئاتر دیوار چهارم به کارگردانی کیوان هاشمی با بازی امید زندگانی، نیما هاشمی و… اجرا شد.